# Saint-Mesmin (Côte-d’Or)
Saint-Mesmin ist eine französische Gemeinde mit 111 Einwohnern (Stand 1. Januar 2022) im Département Côte-d’Or in der Region Bourgogne-Franche-Comté. Sie gehört zum Arrondissement Montbard und zum Kanton Semur-en-Auxois.

## Geografie
Der Ozerain entspringt in der Gemeindegemarkung von Saint-Mesmin. Diese umfasst neben der Hauptsiedlung auch die Weiler Fontette, Godan-Haut, Godan-Bas, Corcelotte-en-Montagne und Corcelotte-lès-Vitteaux.
Nachbargemeinden sind Avosnes im Nordwesten, Chevannay im Norden, Verrey-sous-Drée im Nordosten, Drée im Osten, Sombernon im Südosten, Vieilmoulin und Saint-Anthot im Süden, Grosbois-en-Montagne im Südwesten und Uncey-le-Franc und Marcellois im Westen.

## Bevölkerungsentwicklung
| Jahr      | 1962 | 1968 | 1975 | 1982 | 1990 | 1999 | 2008 | 2018 |
| --------- | ---- | ---- | ---- | ---- | ---- | ---- | ---- | ---- |
| Einwohner | 106  | 98   | 94   | 103  | 88   | 99   | 125  | 125  |

Quellen: Cassini und INSEE